# Szent Viktor iskolája
Szent Viktor iskolája a párizsi Szent Viktor-apátság Ágoston-rendi, középkori kolostori iskolája volt.
Az iskola a miszticizmus és a skolasztika szintézisére törekedett. Az élet és a tudás célját egy szemlélődő, misztikus istenlátásban látták, és a világ szimbolikáját hangsúlyozták.

## Történet
1108-ban Champeaux-i Vilmos, a párizsi Notre-Dame főesperese, aki hallgatók tömegeinek tartott előadásokat, lemondva katedrájáról, visszavonult a város melletti kis remeteségbe, amelyet Szent Viktornak, a vértanú katona emlékének szenteltek. Ide sok tanítványa követte, köztük Abélard, és rábírták, hogy újítsa fel az előadásait. Innen ered az apátság és a Szent Viktor Iskola.
Az iskola a St. Genevieve és a Notre-Dame iskoláival együtt a párizsi egyetem bölcsője volt. 
A 12-13. században különösen híres volt. Az iskolába diákok tömegei özönlöttek sok országból.
Clairvaux-i Bernát ajánlására Petrus Lombardus tanulmányai egy részét itt töltötte.
A viktoriánusok gondolkodásmódja a késő középkori miszticizmusra, a ferencesekre és az itáliai templomépítésre is hatott.
Az apátság a francia forradalomig fennmaradt.
1800-ban a templomot és a többi hozzá tartozó épületet eladták, a híres könyvtárát feloszlatták, majd néhány év múlva minden eltűnt.

## Neves képviselők
Híres volt az ún. szentviktoriakról, a filozófusok és misztikusok azon csoportjáról, amely ebben az iskolában működött.
Az iskola kiemelkedő korai tagja volt Szentviktori Hugó. 
További jelentős tagok: 
- Szentviktori Achard,
- Szentviktori András,
- Szentviktori Ádám,
- Szentviktori Richárd,
- Szentviktori Walter (Gautier de Saint-Victor),
- Szentviktori Gottfried (Godefroy de Saint-Victor),
- Szentviktori Tamás (Gallus Tamás / Thomas Vercellensis)